# 소량항
소량항은 경상남도 남해군 상주면 양아리에 있는 어항이다. 2002년 8월 6일 어촌정주어항으로 지정하여 관리하고 있다. 시설관리자는 남해군수이다.

## 어항 연혁
- 양아리에서 분동되었는데 작다고 해서 1953년부터 소량이라고 부르고 있다.

## 어항 시설
- 선착장 L=66m, B=5.5m, 호안 234m, B=6.0m

## 주요 어종
- 멸치, 전복, 해삼 등